# Robertsonia adduensis
Robertsonia adduensis är en kräftdjursart. Robertsonia adduensis ingår i släktet Robertsonia och familjen Diosaccidae. Inga underarter finns listade i Catalogue of Life.